# Plasmaron
Das Plasmaron ist ein Quasiteilchen, das durch Kopplung von Elektronen oder Defektelektronen mit Plasmonen gebildet wird. Plasmaronen spielen eine besondere Rolle in der elektronischen Struktur von Graphen.
Theoretisch vorhergesagt wurde das Plasmaron bereits in den 1960er-Jahren, erste Hinweise fanden sich 2007 in elementarem Bismut. Nachgewiesen wurde es 2010 in Graphen am Lawrence Berkeley National Laboratory (Advanced Light Source) durch ihren Einfluss auf deren Bandstruktur. Valenz- und Leitungsband von Graphen haben die Form eines Doppelkegels, dessen Spitzen aufeinander stehen, so dass es keine Bandlücke gibt. Elektronen und Löcher nahe den Spitzen (Dirac crossing) haben eine geringe effektive Masse und koppeln leicht an Plasmonen. Die genauere Analyse der Bandstruktur ergab eine „verschwommenere“ Struktur ähnlich der Überlagerung zweier Doppelkegel, die leicht gegeneinander verschoben sind. Bei den Experimenten zur Bestimmung der Bandstruktur wurden möglichst ebene Graphenschichten durch Erwärmung von Siliziumkarbid hergestellt und mit Röntgenlicht aus der Advanced Light Source bestrahlt. Das Spektrum der freigesetzten Elektronen wurde mit ARPES (englisch angle-resolved photoemission spectroscopy) untersucht.